# ロバート・ヘンライ
ロバート・ヘンライ（英語: Robert Henri, 1865年6月24日 - 1929年8月12日）はアメリカ合衆国の画家である。

## 略歴
オハイオ州のシンシナティに不動産業者、J.J.コザード（John Jackson Cozad）の息子、Robert Henri Cozadとして生まれた。1882年に父親が仕事上の紛争から、発砲事件を起こし、コロラドへ逃亡し改名して暮らしたのに伴って、ヘンライも改名した。1883年に家族はニューヨークに移り、さらにアトランティックシティに移った。1886年にペンシルベニア美術アカデミー（Pennsylvania Academy of the Fine Arts）で学んだ後、1888年にフランスに渡り、1889年から1891年まで、アカデミー・ジュリアンでウィリアム・アドルフ・ブグローに学び、エコール・デ・ボザールでも学んだ。
1891年にフィラデルフィアに戻り、1892年からフィラデルフィア女子デザイン学校（Philadelphia School of Design for Women）で教師を始めた。フィラデルフィアではジョン・スローン、ウィリアム・グラッケンズらと新しい芸術をめざす美術家の集団、「The Eight」をつくった。都会の下町や労働者階級の人々の生活を写実的に描く運動は「アシュカン派（アッシュカン・スクール）」を形成した。「アシュカン派」からはスチュアート・デイヴィス、アーサー・ダヴ、ジョセフ・ステラといった画家が生まれた。
1913年にニューヨークなどで開かれた国際展覧会、アーモリーショーに「The Eight」のメンバーとともに出展した。
1906年に、ナショナル・アカデミー・オブ・デザインの会員に選ばれ、1909年からニューヨークのパーソンズ・スクール・オブ・デザイン（後のパーソンズ美術大学）で教えた。自らの美術学校を作り、1912年まで教えた。この時代にヘンライに学んだ学生にはジョージ・ベローズ（George Wesley Bellows）やロックウェル・ケント（Rockwell Kent）、エドワード・ホッパー（Edward Hopper）、レーベン（Norman Raeben）らがいる。1915年から1928年はアート・スチューデンツ・リーグで教えた。

## 作品

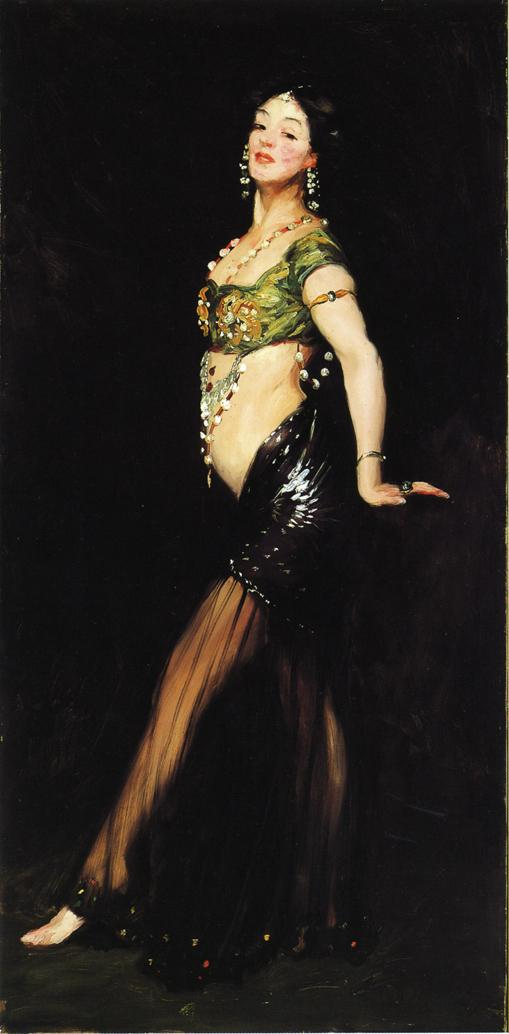
「サロメ」(1909)
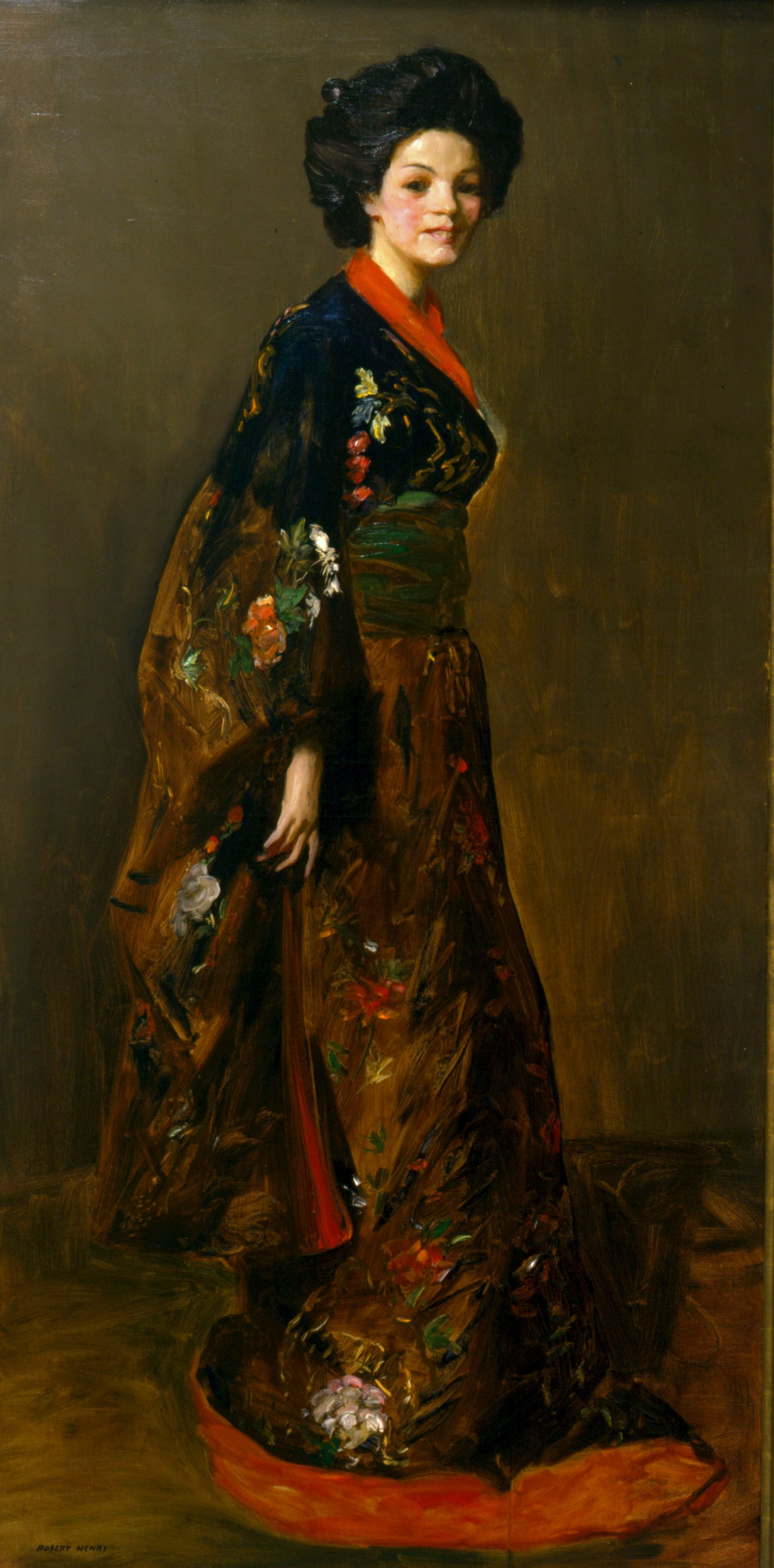
「青い着物」(1909) ニューオリンズ美術館蔵
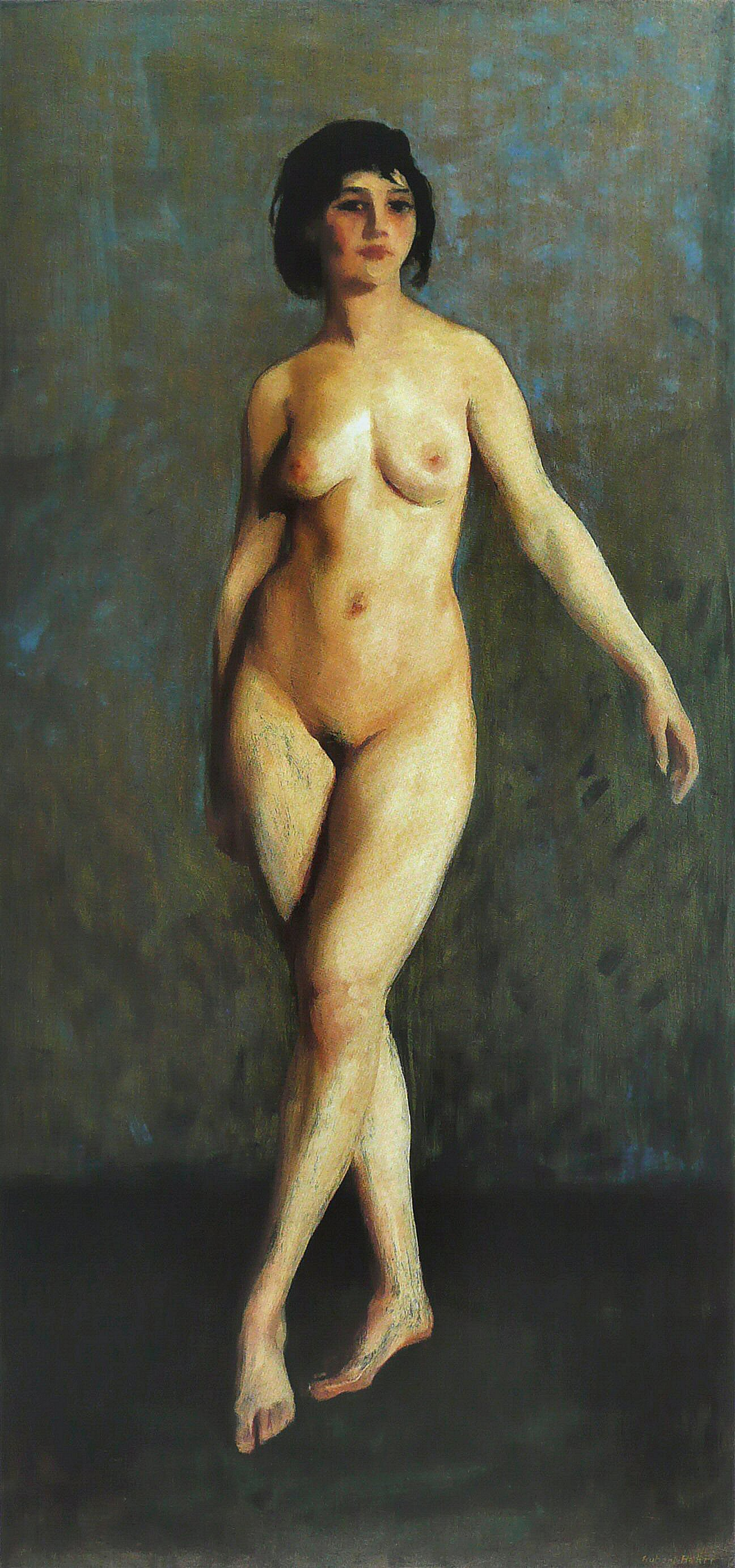
Figure in Motion　(1913)
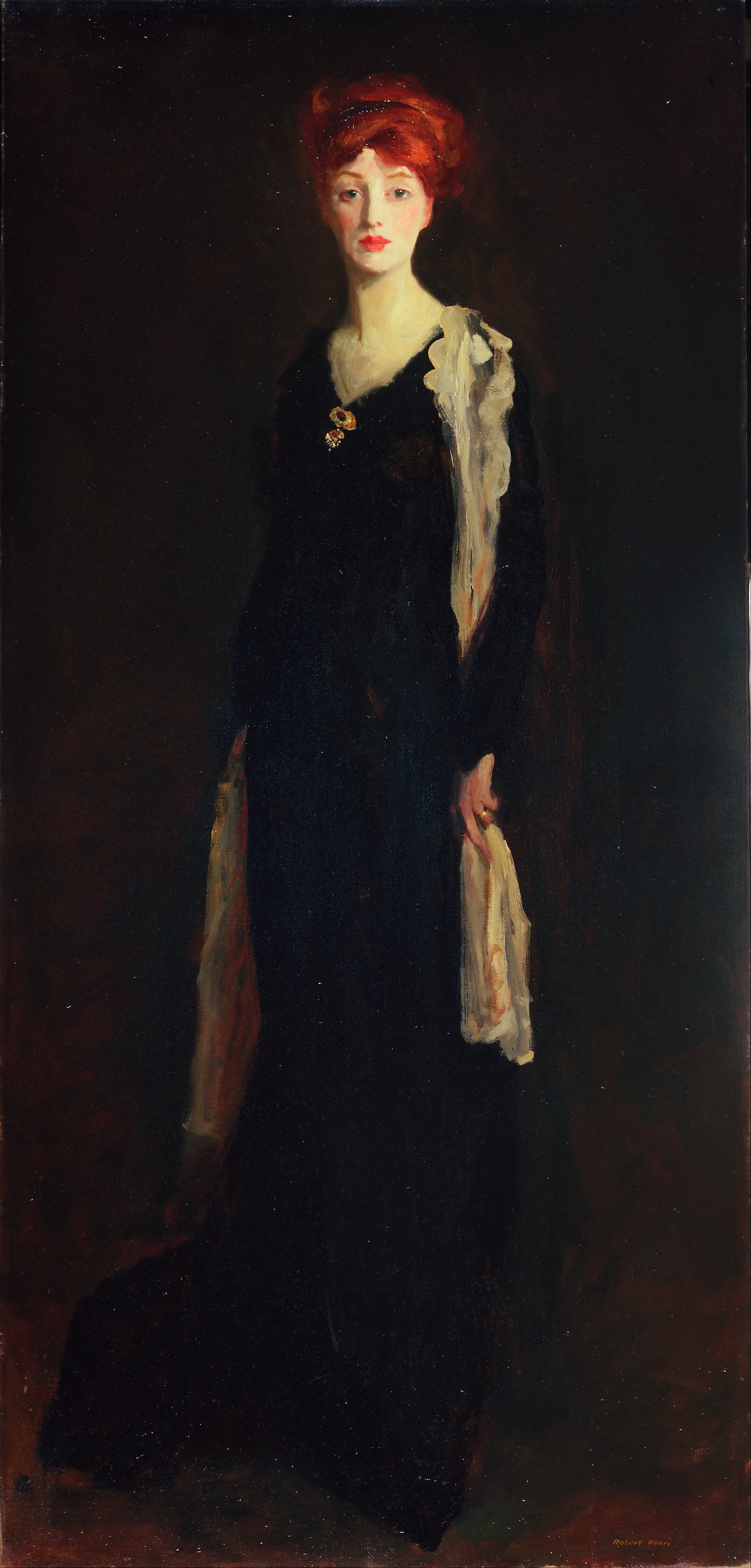
「黒衣の女性」 Fine Arts Museums of San Francisco蔵

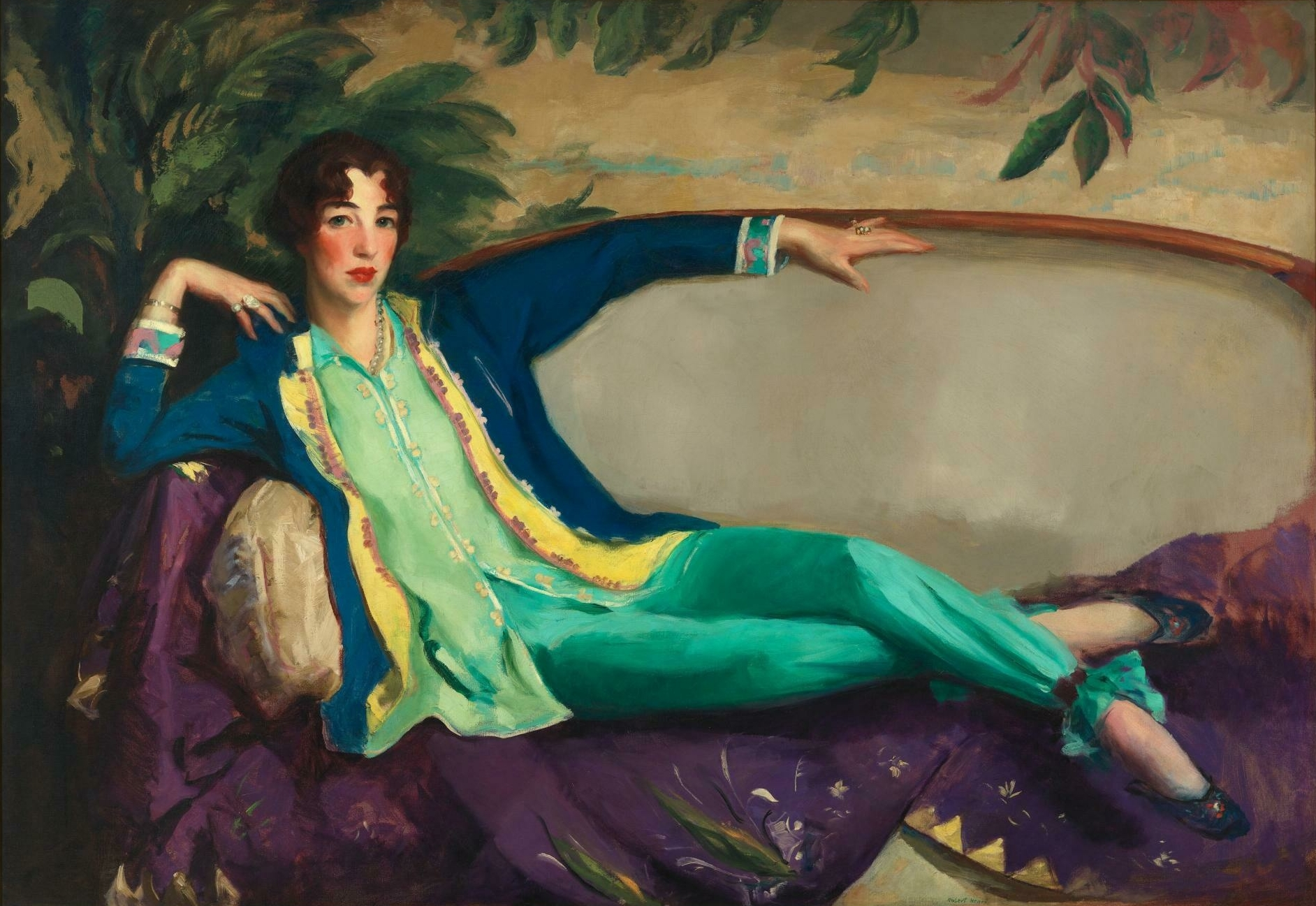
G.V.ホイットニー - 彫刻家
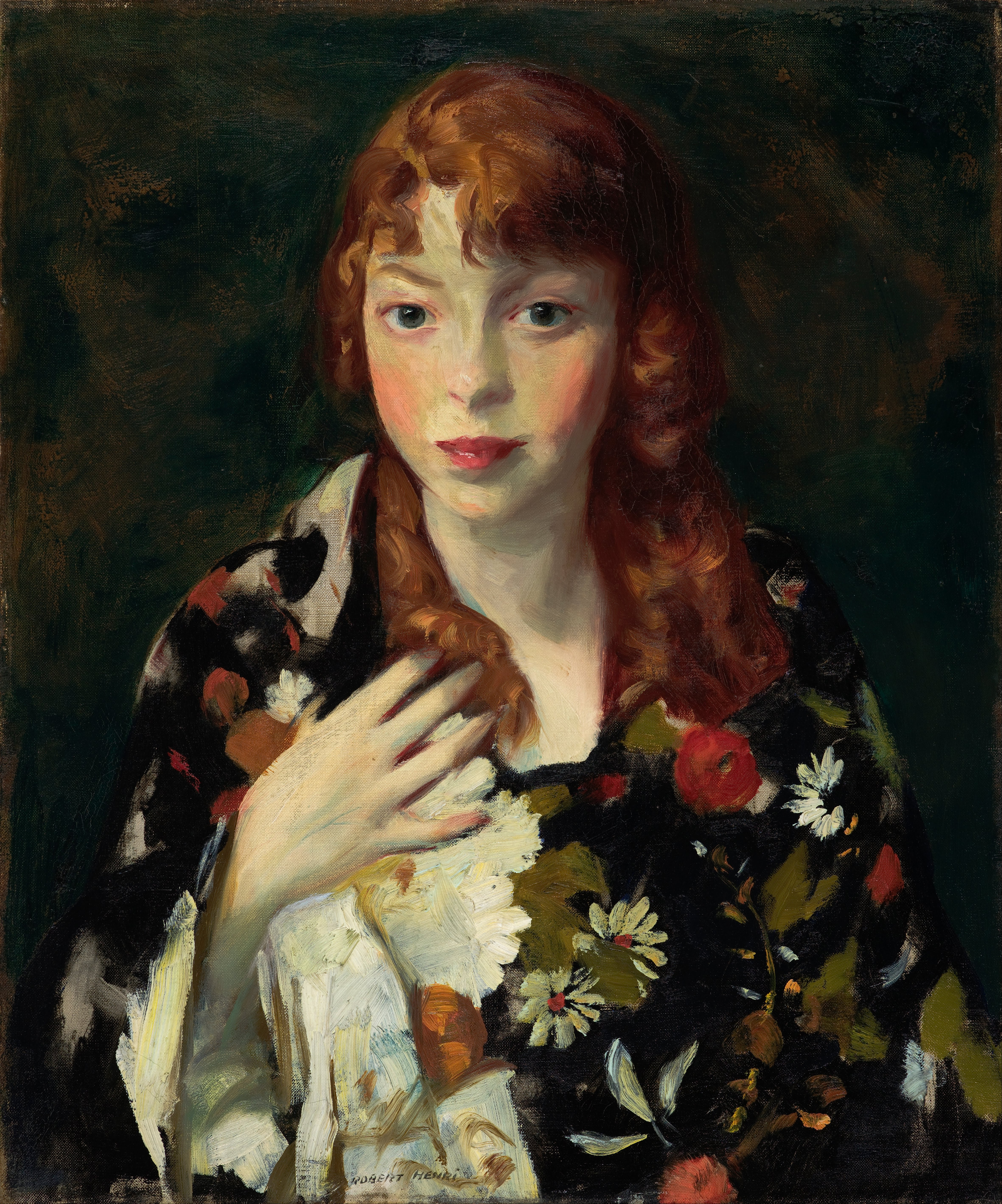
「日本衣装のエドナ・スミス」 インディアナポリス美術館蔵
「雪のニューヨーク」 ナショナル・ギャラリー (ワシントン)蔵
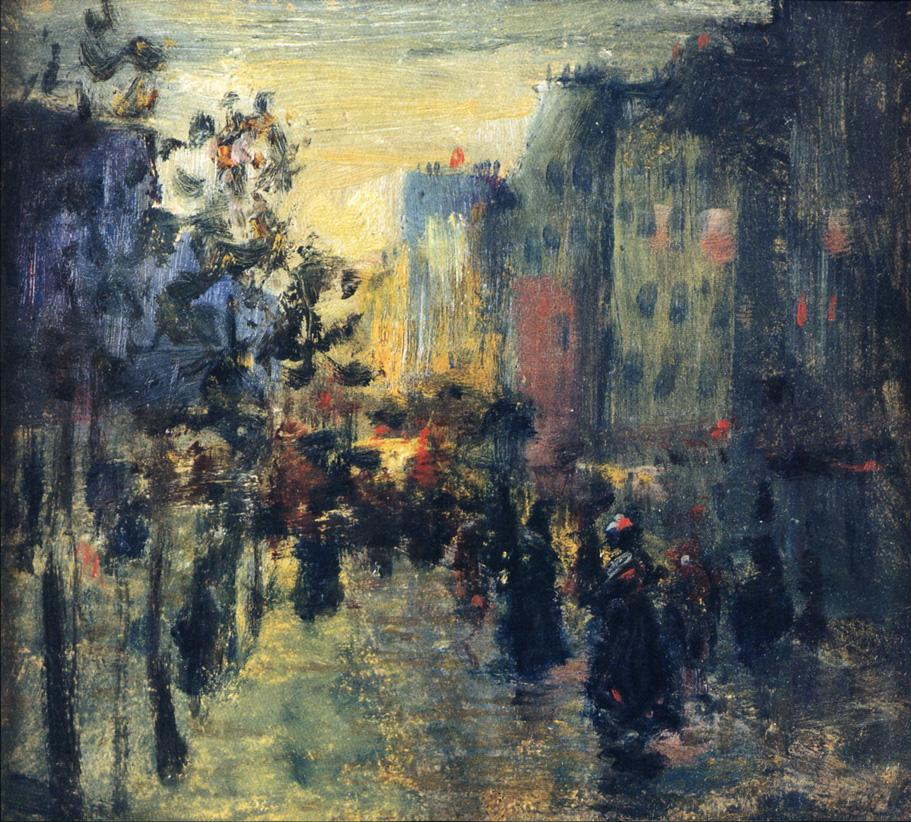
Misty effect, Paris　(1890)